# Uichancoella gabrieli
Uichancoella gabrieli är en insektsart. Uichancoella gabrieli ingår i släktet Uichancoella och familjen långrörsbladlöss. Inga underarter finns listade i Catalogue of Life.